# Katarina Frostenson
Alma Katarina Frostenson Arnault (Stoccolma, 5 marzo 1953) è una poetessa, scrittrice e traduttrice svedese.
È stata eletta nel 1992 membro dell'Accademia Svedese succedendo allo scrittore Artur Lundkvist al seggio 18 e divenendo la più giovane poetessa mai eletta. Ha lasciato il seggio nel 2019, dopo uno scandalo che ha riguardato il marito. Nel 2003 è investita cavaliere della Legion d'onore di Francia per meriti letterari. Suo zio paterno è Anders Frostenson e sua cugina Karin Frostenson. È sposata con Jean-Claude Arnault. 
Tankarna, la raccolta di versi pubblicata nel 1994, le ha permesso di vincere il Bellmanpriset, di essere candidata per la prima volta al Nordisk råds litteraturpris (il più prestigioso premio letterario scandinavo) e di essere nominata per l'Aristeion Prize.

## Biografia
Frostenson debutta nel 1978 con I mellan e diventa, nel corso del decennio successivo, una delle personalità più influenti della poesia svedese. La sua lingua poetica, che evita costruzioni metaforiche e convenzioni stilistiche, rappresenta un contributo peculiare alla lirica svedese. 
Le prime opere di Frostenson sono lavori ostinati e spesso criptici, basati sul suono e sulla composizione della lingua stessa. Con Joner (1991) l'autrice porta avanti un rinnovamento della propria poetica attraverso l’inserimento di parti narrate tratte dal mito o dalla saga, ad esempio con una suite poetica influenzata dalla ballata medievale Jungfrun i hindhamn. Tale linea poetica si ritrova nelle due opere sorelle Tankarna (1994) e Korallen (1999). Anche nel campo della prosa Frostenson impiega uno stile influenzato dalla saga, con il discusso Berättelser från dom (1992). Flodtid (2011), nominato per il Nordisk råds litteraturpris, segna un ulteriore rinnovamento nella poetica dell’autrice, con una maggiore apertura nei confronti del mondo esterno e della contemporaneità. 
Frostenson si cimenta anche nel campo della drammaturgia. Debutta come sceneggiatrice nel 1990 con quattro monodrammi presentati sia a teatro che in radio. Nel 1996 il suo 2 skådespel esordisce al Kungliga Dramatiska Teatern, mentre nel 2002 Kristallvägen viene messo in scena al Judiska Teatern di Stoccolma. 
Ha scritto il libretto di Staden, opera di Sven-David Sandström, rappresentata alla Kungliga Opera nel 1998. 
Con il marito ha gestito a Stoccolma Forum, nutidsplats för kultur, spazio che ospita serate letterarie ed eventi multiculturali. 

## Opere

### Poesia
- I mellan, 1978
- Rena land, 1980
- Den andra, 1982
- I det gula: tavlor, resor, ras, 1985
- Samtalet, 1987
- La fonte del suono, 1989 (Stränderna)
- Joner, 1991
- Berättelser från dom, 1992
- Tankarna, 1994
- Jan Håfström: en diktsvit till Jan Håfström och till verk av honom, 1994
- Korallen, 1999
- Från Rena land till Korallen, 2000
- Karkas, 2004
- Tal och regn, 2008
- Flodtid, 2011
- Tre vägar, 2013
- Sånger och formler, 2015
- Sju grenar (2018)
- A - Andra tankar (2021)

### Teatro
- 4 monodramer, 1990
- Traum / Sal P, 1996 (Två skådespel)
- Staden – en opera, 1998 (libretto)
- Kristallvägen / Safirgränd, 2000 (Två skådespel)
- Ordet: en passion, 2006

### Libri fotografici
In collaborazione con Jean-Claude Arnault
- Överblivet, 1989
- Vägen till öarna, 1996
- Endura, 2002

### Saggistica
- Raymond Chandler och filmen, 1978
- Moira (sull'artista Håkan Rehnberg), 1990
- Artur Lundkvist: inträdestal i Svenska Akademien, 1992
- Skallarna (saggio pubblicato in collaborazione con Aris Fioretos), 2001
- K (2019)
- F (2020)

### Traduzioni
- Emmanuel Bove: Mina vänner, 1986 (Mes amis)
- Henri Michaux: Bräsch: texter i urval, in collaborazione con Ulla Bruncona, 1987
- Marguerite Duras: Lol V. Steins hänförelse, 1988 (Le ravissement de Lol V. Stein)
- Georges Bataille: Himlens blå, 1990 (Le bleu du ciel)

## Premi e riconoscimenti
- Gerard Bonniers lyrikpris, 1988
- De Nios Stora Pris, 1989
- Bellmanpriset, 1994
- Sveriges Radios lyrikpris, 1996
- Erik Lindegren-priset, 2004
- Ferlinpriset, 2004
- Ekelöfpriset, 2007
- Litteris et Artibus, 2007
- Nordiska rådets litteraturpris, 2016
- Karlfeldt-priset, 2016